# Drop Dead Diva
Drop Dead Diva (titulada: Divina de la muerte en España y Una Diva en otro cuerpo en Hispanoamérica) es una serie estadounidense de drama, comedia y baja fantasía que debutó en la cadena Lifetime el 12 de julio de 2009. La serie fue creada por Josh Berman, y fue producida por Sony Pictures Television.
A consecuencia de los buenos resultados de audiencia de la primera temporada, la serie fue renovada para una segunda temporada de 13 episodios y se emitió desde el 6 de junio hasta el 29 de agosto de 2010. Volvió a ser renovada para una tercera y cuarta temporada, con sus habituales 13 episodios, siendo emitida la tercera temporada del 19 de junio hasta el 25 de septiembre de 2011 y la cuarta del 3 de junio hasta el 9 de septiembre de 2012.
Aunque a principios de 2013 Lifetime decidió que no habría quinta temporada a consecuencia del estancamiento en las negociaciones con Sony Pictures TV sobre reducción de costes, el 1 de marzo de ese mismo año ambos anunciaron la renovación de la serie para una quinta temporada. Dicha temporada comenzó a emitirse el 23 de junio y finalizó el 3 de noviembre de 2013, y al igual que sus temporadas anteriores también tuvo 13 episodios. La serie contó con una sexta y última temporada de 13 episodios que comenzó el 23 de marzo y finalizó el 22 de junio de 2014.

## Argumento
La serie se centra en Deb Dobkins (Brooke D´Orsay), una aspirante a modelo superficial que mantiene una relación con el abogado Grayson Kent (Jackson Hurst). Camino a una audición, Deb tiene un accidente de auto donde muere. Al mismo tiempo, la abogada Jane Bingum (Brooke Elliott), que trabaja en la firma en la que Grayson acaba de ser contratado, de talla grande, muere accidentalmente cuando el enfadado esposo de una clienta de la firma entra y le dispara sin ser su objetivo, ya que buscaba al jefe de Jane. En el cielo, Deb se encuentra con el ángel Fred (Ben Feldman) que le dice que no hizo actos buenos ni malos, así que no sabe qué hacer con ella. Deb no quiere estar muerta y tras presionar un botón del escritorio de Fred regresa a la tierra en el cuerpo de Jane. Ahora, Jane trabaja en la firma Harrison & Parker junto con Grayson, su jefe Jay Parker (Josh Stamberg), su asistente Teri Lee (Margaret Cho) y Kim Kaswell (Kate Levering) su archienemiga. Los únicos que saben lo que realmente sucedió son su mejor amiga Stacy Barrett (April Bowlby) y su nuevo ángel guardián Fred.

## Reparto

### Principales
- Brooke Elliott como Jane Bingum.
- Margaret Cho como Teri Lee.
- April Bowlby como Stacy Barrett.
- Kate Levering como Kim Kaswell.
- Jackson Hurst como Grayson Kent.
- Josh Stamberg como Jay Parker.
- Ben Feldman como Fred (Temporadas 2-3, Recurrente 1 & 4, Invitado 5-6).[3]
- Lex Medlin como Owen French (Temporadas 4–6).[4]
- Carter MacIntyre como Luke Daniels (Temporada 4).[5][6]
- Justin Deeley como Paul (Temporada 5–6).[7]

### Recurrentes
- Brooke D'Orsay  como Deb Dobkins (Temporada 1-6, flashbacks).
- Paula Abdul como la jueza Paula Abdul (Temporadas 1-3).
- Rosie O'Donnell como la jueza Madeline Summers (Temporadas 1-2).
- Sharon Lawrence como Bobbi Dobkins (Temporadas 1-6).
- Faith Prince como Elaine Bingum (Temporadas 1-5).
- Marcus Lyle Brown como Paul Saginaw (Temporadas 2–6).
- Brandy Norwood como Elisa Shayne (Temporadas 3-4).
- Kim Kardashian como Nikki LePree (Temporada 4).
- Natalie Hall como Brittney (Jane Bingum) (Temporadas 5-6).
- Annie Ilonzeh como Nicole (Temporada 5).
- Jaime Ray Newman como Vanessa Hemmings (Temporadas 2-3, 5).
- Jeffrey Pierce como Ian Holt (Grayson Kent) (Temporada 6).

## Episodios
| Temporada | Temporada | Episodios | Estreno             | Final                    | Lanzamiento en DVD (EE. UU.) | Lanzamiento en DVD (EE. UU.) | Lanzamiento en DVD (EE. UU.) |
| Temporada | Temporada | Episodios | Estreno             | Final                    | Región 1                     | Región 2                     | Región 4                     |
| --------- | --------- | --------- | ------------------- | ------------------------ | ---------------------------- | ---------------------------- | ---------------------------- |
|           | 1         | 13        | 12 de julio de 2009 | 11 de octubre de 2009    | 1 de junio de 2010           | 28 de junio de 2010          | 2 de junio de 2010           |
|           | 2         | 13        | 6 de junio de 2010  | 29 de agosto de 2010     | 3 de mayo de 2011            | —                            | —                            |
|           | 3         | 13        | 19 de junio de 2011 | 25 de septiembre de 2011 | 29 de mayo de 2012           | —                            | —                            |
|           | 4         | 13        | 3 de junio de 2012  | 9 de septiembre de 2012  | 18 de junio de 2013          | —                            | —                            |
|           | 5         | 13        | 23 de junio de 2013 | 3 de noviembre de 2013   | 3 de junio de 2014           | —                            | —                            |
|           | 6         | 13        | 23 de marzo de 2014 | 22 de junio de 2014      | —                            | —                            | —                            |

## Recepción

### Audiencias
El estreno de la serie obtuvo 1.6 millones en total y más de 2.8 millones de televidentes. Drop Dead Diva tuvo los ratings más altos jamás visto entre las mujeres 18-49 (2.0), tuvo un aumento del 25% respecto a su promedio de la temporada hasta la fecha, y mujeres 25-54 (2.3), un aumento del 28% respecto a su promedio de la temporada hasta la fecha.
El show salió al aire en Australia, pero no logró alcanzar altas calificaciones del canal y fue abandonado posteriormente a principios de septiembre, y a la semana siguiente comenzó a emitirse comenzando desde el primer episodio en otro canal. En octubre de 2011, los nuevos episodios de Drop Dead Diva se trasladaron a otros canales digitales de Nine, pero se emitían de forma esporádica.
En el Reino Unido, el programa se transmite en Living y se estrenó el 1 de abril de 2010, a las 8:00 PM y tuvo 206.000 espectadores, siendo la séptima emisión más vista de la semana en la cadena. La segunda temporada se estrenó el martes 7 de septiembre a las 21 h. La tercera temporada comenzó a emitirse en septiembre de 2011 en el renovado Sky Living. Después de Sky Living, la temporada 4 se puso a disposición de los usuarios de Netflix en Reino Unido e Irlanda.
| Temporada | Horario         | Episodios | Estreno             | Estreno              | Final                    | Final              | Año de emisión | Audiencia en millones |
| Temporada | Horario         | Episodios | Fecha de inicio     | Audiencia de Estreno | Fecha de final           | Audiencia de Final | Año de emisión | Audiencia en millones |
| --------- | --------------- | --------- | ------------------- | -------------------- | ------------------------ | ------------------ | -------------- | --------------------- |
| 1         | Domingo 9:00 PM | 13        | 12 de julio de 2009 | 2.80                 | 11 de octubre de 2009    | 2.79               | 2009           | 2.84                  |
| 2         | Domingo 9:00 PM | 13        | 6 de junio de 2010  | 3.12                 | 29 de agosto de 2010     | 2.61               | 2010           | 2.59                  |
| 3         | Domingo 9:00 PM | 13        | 19 de junio de 2011 | 2.86                 | 25 de septiembre de 2011 | 2.12               | 2011           | 2.26                  |
| 4         | Domingo 9:00 PM | 13        | 3 de junio de 2012  | 2.30                 | 9 de septiembre de 2012  | 2.76               | 2012           | 2.30                  |
| 5         | Domingo 9:00 PM | 13        | 23 de junio de 2013 | 2.15                 | 3 de noviembre de 2013   | 1.78               | 2013           | 1.99                  |
| 6         | Domingo 9:00 PM | 13        | 23 de marzo de 2014 | 1.11                 | 22 de junio de 2014      | -                  | 2014           | -                     |

### Premios y nominaciones
| Año  | Premio              | Categoría                                                             | Razón                                                                                             | Resultado |
| ---- | ------------------- | --------------------------------------------------------------------- | ------------------------------------------------------------------------------------------------- | --------- |
| 2009 | Satellite Awards    | Mejor actriz en serie, comedia o musical                              | Brooke Elliott                                                                                    | Nominado  |
| 2010 | NAMIC Vision Awards | Mejor actuación de comedia                                            | Margaret Cho                                                                                      | Nominado  |
| 2010 | Image Award         | Mejor dirección en una serie de comedia                               | Michael Schultz - Por el episodio "Second Chances"                                                | Nominado  |
| 2011 | Prism Awards        | actuación en una serie de comedia                                     | Faith Prince                                                                                      | Nominado  |
| 2011 | Prism Awards        | actuación en una serie de comedia                                     | Brooke Elliott                                                                                    | Nominado  |
| 2011 | GLAAD Media Award   | Mejor episodio individual (en una serie sin personaje LGBT principal) | Por el episodio "Queen of Mean"                                                                   | Nominado  |
| 2012 | Image Award         | Mejor dirección en una serie de comedia                               | Kevin Hooks - Por el episodio "Mother's Day"                                                      | Nominado  |
| 2012 | GLAAD Media Award   | Mejor episodio individual (en una serie sin personaje LGBT principal) | Por el episodio "Prom" (Fueron premiados en grupo junto al episodio "Beards" de Hot in Cleveland) | Ganador   |
| 2014 | GLAAD Media Award   | Mejor episodio individual (en una serie sin personaje LGBT principal) | Por el episodio "Secret Lives"                                                                    | Ganador   |

## Producción

### Concepción
Drop Dead Diva fue planeado originalmente para Fox, pero el estudio declinó después de ver el guion. Lifetime intervino y ordenó un piloto. De acuerdo con Berman, "Es un cruce entre Freaky Friday y Heaven can wait", llamándola una "comedia dramática con afirmación de vida." Añade que en Hollywood "la belleza ha sido definida con una talla entre 2 y menos de 25; Espero que podamos ayudar a redefinir el paradigma".

### Grabaciones
La serie es filmada en Peachtree City, Georgia; la cadena Fox originalmente planeó ubicar la serie en Los Ángeles, California.

### Cancelación y regreso
El 1 de marzo de 2013, Lifetime y Sony Pictures TV decidieron renovar la serie para una quinta temporada, La noticia invirtió la decisión de Lifetime de cancelar el drama en enero, ya que conversaban con Sony Pictures Television sobre las opciones de reducción de costos para continuar la serie, pero se estancaron. La decisión de renovar la serie sugiere que las dos partes llegaron a un acuerdo nuevo y más rentable. La quinta temporada de la serie comenzó el 23 de junio y finalizó el 3 de noviembre de 2013, y al igual que sus temporadas anteriores tuvo 13 episodios. Después de la renovación, Drop dead diva tuvo una sexta y última temporada de 13 episodios que comenzó el 23 de marzo y finalizó el 22 de junio de 2014. Poco después se dio a conocer la decisión de finalizar la serie en esta misma sexta temporada y se promocionó como la temporada final.